# Mamadou Gassama
Ne doit pas être confondu avec Mamoudou Gassama.
Pour les articles homonymes, voir Gassama.
Mamadou Gassama Cissokho, né le 28 octobre 1993 à Granollers, est un joueur de handball espagnol.
Il évolue au poste d'ailier droit au Club Balonmano Granollers. Sa sœur Kaba Gassama est une handballeuse internationale espagnole.